# Trehörningen (Sidensjö socken, Ångermanland)
Trehörningen är en sjö i Örnsköldsviks kommun i Ångermanland och ingår i Nätraåns huvudavrinningsområde. Sjön har en area på 0,0456 kvadratkilometer och ligger 201,1 meter över havet. Sjön avvattnas av vattendraget Nybybäcken.

## Delavrinningsområde
Trehörningen ingår i det delavrinningsområde (702945-162077) som SMHI kallar för Mynnar i Stavarsjöbäcken. Medelhöjden är 226 meter över havet och ytan är 8,77 kvadratkilometer. Det finns inga avrinningsområden uppströms utan avrinningsområdet är högsta punkten. Nybybäcken som avvattnar avrinningsområdet har biflödesordning 3, vilket innebär att vattnet flödar genom totalt 3 vattendrag innan det når havet efter 35 kilometer. Avrinningsområdet består mestadels av skog (83 procent). Avrinningsområdet har 0,05 kvadratkilometer vattenytor vilket ger det en sjöprocent på 0,5 procent.